# Paprikamark
Paprikamark ist eine aus Paprika hergestellte, konzentrierte Würzpaste, die vor allem in der türkischen und der Balkanküche Verwendung findet. Außer Salz enthält Paprikamark keine Gewürze. Es ist typischer Bestandteil türkischer Hackfleischgerichte und Eintöpfe.

## Portugal
In Portugal ist Paprikamark als Massa de pimentão bekannt.

## Türkei
In der Türkei ist Paprikamark als Biber salçası bekannt.
Bei der traditionellen Herstellungsweise werden reife Paprikaschoten zuerst in der Sonne vorgetrocknet, entkernt, püriert und in einem flachen Topf langsam eingekocht, bis eine Paste entsteht; die heute übliche industrielle Herstellung entspricht im Wesentlichen der von Tomatenmark, das heißt, das frische, passierte Fruchtfleisch wird durch Erhitzen oder Vakuum konzentriert und anschließend pasteurisiert.
Angeboten wird Paprikamark mild (tatlı) und scharf (acı), je nach verwendeter Paprikasorte und Menge der verwendeten Kerne, und gemischt mit Tomatenmark.
In klassischen Rezepten der westeuropäischen Küche wird unter Paprikamark gehackte, angedünstete und passierte rote Gemüsepaprika verstanden, also eher ein mildes Püree.